# Polenmuseum Rapperswil

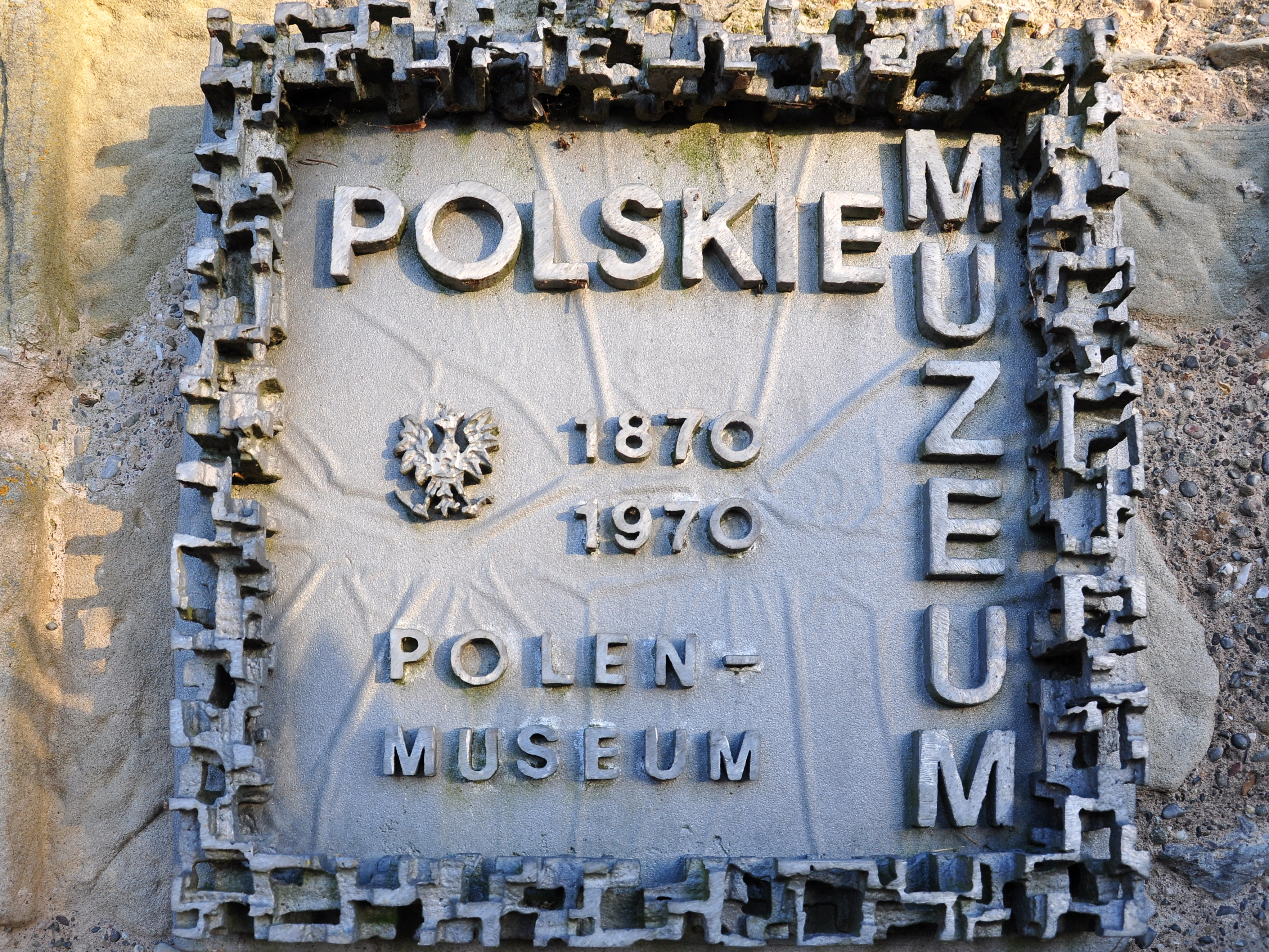
Gedenktafel zum 100-jährigen Jubiläum der Gründung des Polenmuseums

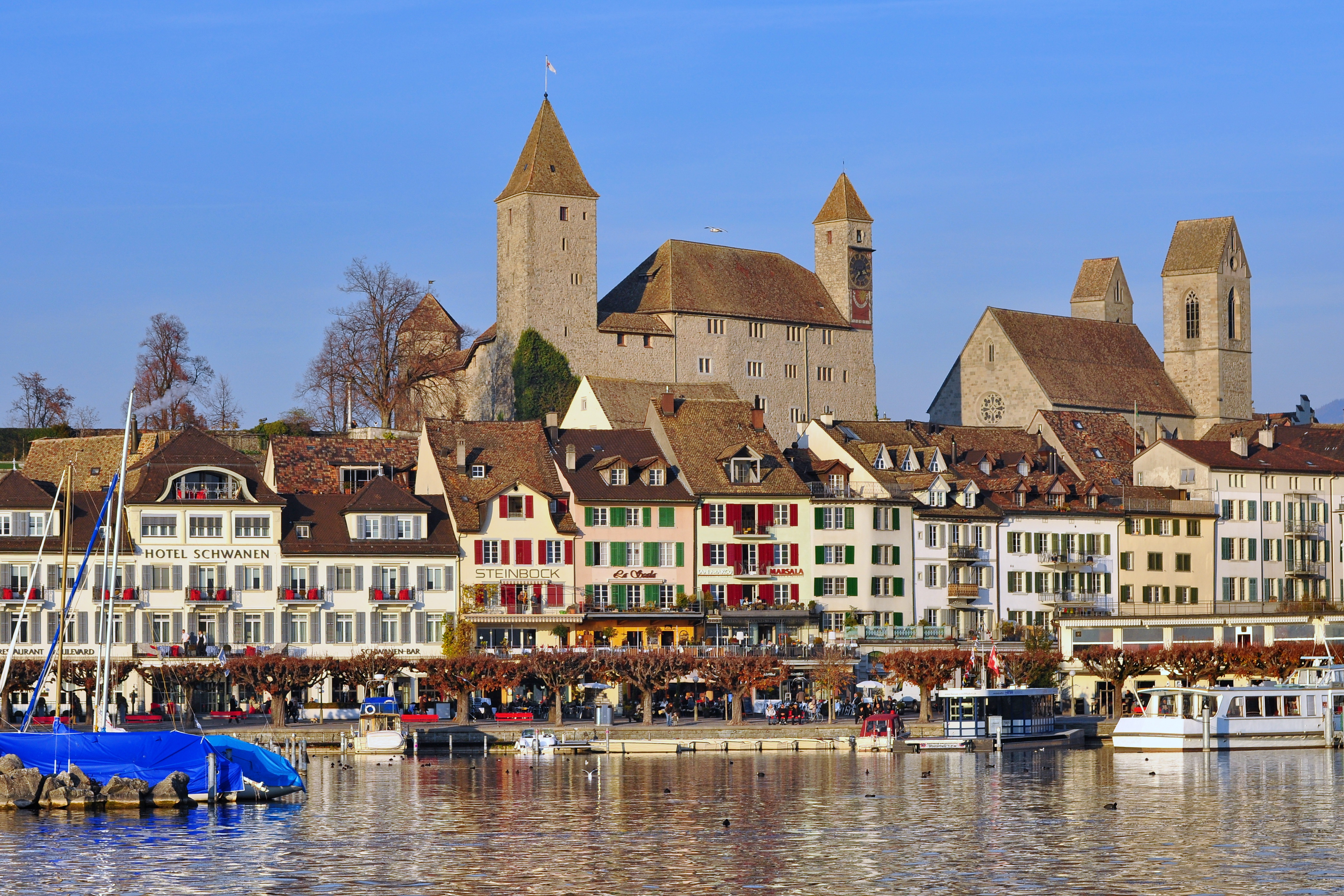
Schloss Rapperswil (Bildmitte), der bisherige Standort des Museums. Links das ehemalige Hotel Schwanen am Hafen, bis 2024 als zukünftiger Standort geplant.

Das Polenmuseum Rapperswil befand sich bis Mai 2022 im Schloss Rapperswil aus dem 13. Jahrhundert in Rapperswil (Kanton St. Gallen, Schweiz). Es blickt auf eine über 150-jährige Tradition zurück. Die Geschichte des Polenmuseums im Schloss Rapperswil umfasst drei Zeitabschnitte (1870–1927, 1936–1952 und 1975–2022), in denen es abhängig von der politischen Lage in Polen in verschiedenen Formen existierte.
Im Jahr 2022 wurde das Polenmuseum geschlossen. Es war beabsichtigt, es im vom polnischen Staat erworbenen ehemaligen Hotel Schwanen neu zu eröffnen. 2024 wurde diese Absicht widerrufen.

## Geschichte

### Die Polen in Rapperswil

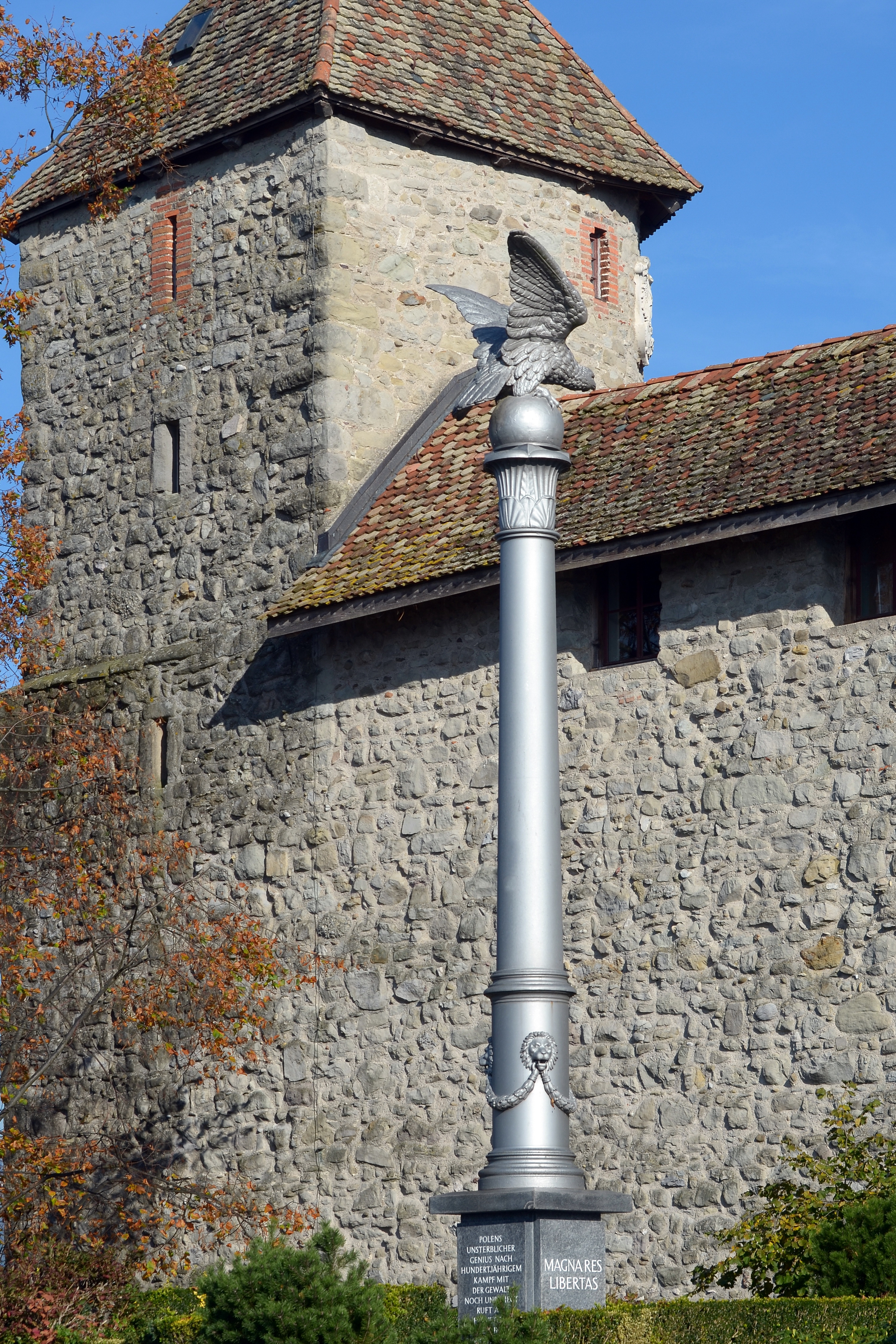
Polnische Freiheitssäule beim Schloss Rapperswil

Den ersten Schritt markierten die Flüchtlinge des Novemberaufstands von 1830 und des Januaraufstands von 1863 gegen die russische Herrschaft in Kongresspolen. Sie gelangten u. a. auch in die Schweiz, wo 1863 unter Mitwirkung des Zürcher Staatsschreibers und Dichters Gottfried Keller das Schweizerische Zentralkomitee für Polen entstand. Dieses arbeitete eng mit dem in die Schweiz geflohenen und in Rapperswil ansässigen Graf Władysław Plater zusammen. Auf Plater gehen die 1868 errichtete, heute vor dem Rapperswiler Schloss stehende «Polnische Freiheitssäule» und das zwei Jahre später eröffnete erste Polnische Nationalmuseum zurück.

### Polnisches Nationalmuseum (1870–1927)
Im von Graf Plater 1870 im Rapperswiler Schloss eingerichteten Museum füllten sich bald die Räume des Schlosses mit Gaben (Kunstgegenstände, Militaria, Dokumente, Buchsammlungen) von Polen und Polenfreunden aus aller Welt. Die Stadt Rapperswil wurde bis zur Wiedergeburt Polens 1918 zum Hort polnischer Hoffnungen, Begegnungen und Ideen. Seit 1895 bewahrte man im zu diesem Zweck im Turm eingerichteten Mausoleum die Urne mit dem Herzen des in der Schweiz verstorbenen polnischen und amerikanischen Helden Tadeusz Kościuszko auf.
Nach der «Wiedergeburt Polens» (Zweite Polnische Republik ab November 1918) verliessen 1927 die Sammlungen des Polenmuseums gemäss dem Willen Graf Platers Rapperswil in Richtung Polen. 3000 Kunstwerke, 2000 historische Andenken und Militaria, 20'000 Stiche, 9000 Medaillen und Münzen, rund 92.000 Bücher und 27'000 Archivalien füllten hunderte von Kisten in 13 Waggons. Auch die Urne mit Kościuszkos Herz wurde nach Warschau überführt. Der überwiegende Teil der Rapperswiler Sammlung, meistens Archivalien und Bücher, wurde während der Zerstörung Warschaus im Zweiten Weltkrieg vernichtet.

### Museum des zeitgenössischen Polen (1937–1951)
1936 wurde im leerstehenden Schloss Rapperswil dank der Initiative der Künstlergruppe «Blok» eine Ausstellung zeitgenössischer polnischer Kunst organisiert. In den darauf folgenden Jahren entstand unter dem Protektorat des polnischen Ministeriums für Auswärtige Angelegenheiten eine ständige Exposition, die die künstlerischen und wirtschaftlichen Errungenschaften des neu erstandenen Polen zeigte. Die Ausstellung figurierte nun unter der Bezeichnung «Museum des zeitgenössischen Polen». Als Kustos ernannte man Frau Halina Jastrzębowska-Kenar.
Im Juni 1940 wurden nach Kämpfen gegen die Wehrmacht in Frankreich 13'000 polnische Soldaten der 2. Schützendivision in der Schweiz interniert. Das Polenmuseum mit seiner Bibliothek übernahm die kulturelle und bildende Betreuung der Internierten.
Auch wenn die Eidgenossenschaft 1945 die kommunistische Regierung in Warschau anerkannte, stellte sich die Ortsgemeinde Rapperswil im Zuge des Kalten Krieges gegen die Neugestaltung des Polenmuseums und kündigte den Mietvertrag des Schlosses. Die Sammlungen wurden 1952 nach Polen transportiert. Das Schloss übernahm der Schweizerische Burgenverein. Im Rahmen der Restaurierung des Gebäudes wurden fast alle polnischen Spuren am Schloss beseitigt.
Als Antwort auf die Schliessung des Polenmuseums wurde 1954 von bekannten Schweizern und polnischen Emigranten der antikommunistisch orientierte Verein der «Freunde des Polenmuseums Rapperswil» gegründet. Auf Initiative des Vereins wurde 1975 zum dritten Mal ein Polenmuseum im Schloss Rapperswil eröffnet.

### Polenmuseum Rapperswil (seit 1975)

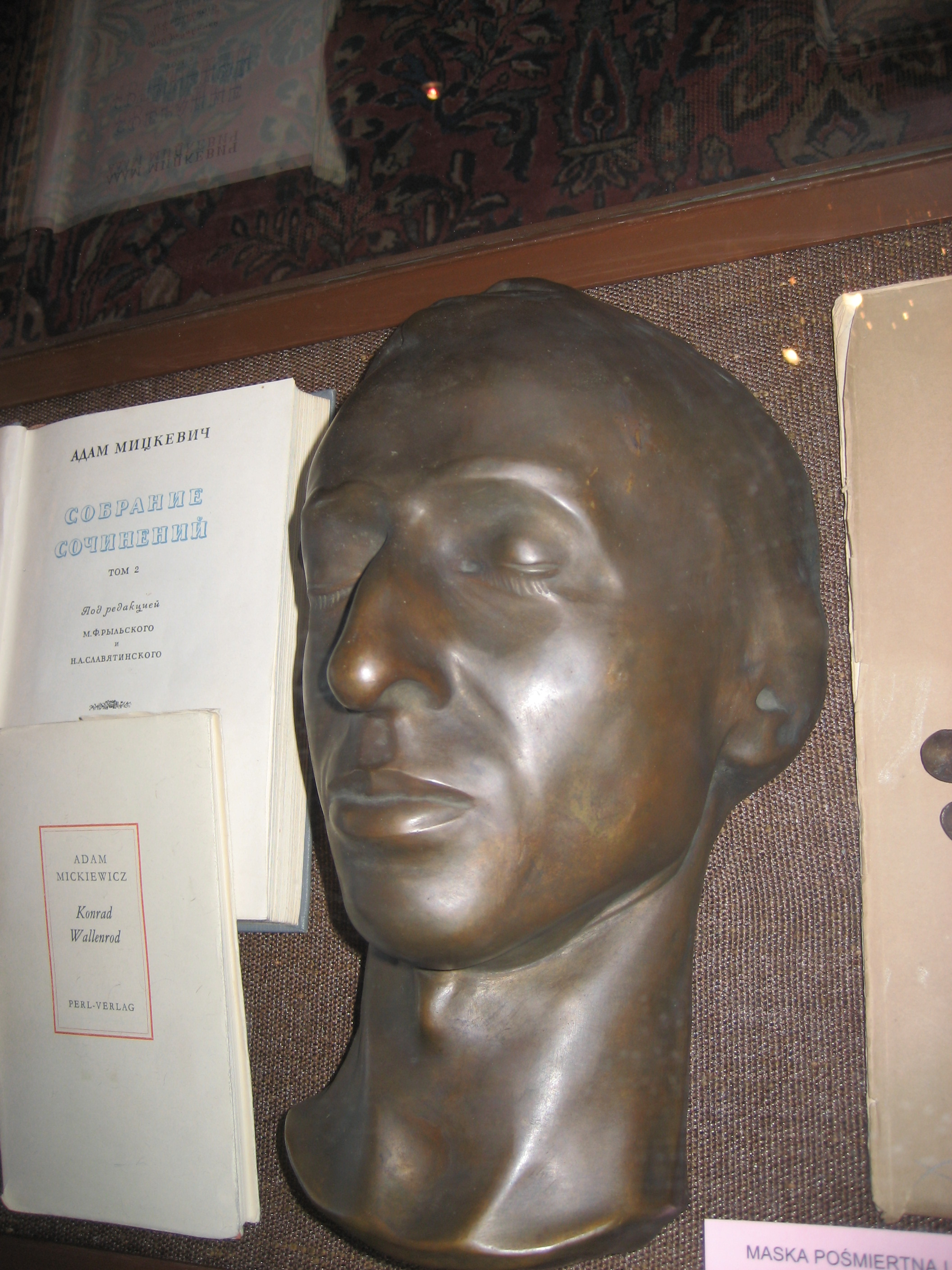
Die Totenmaske Chopins im Polenmuseum (2007)

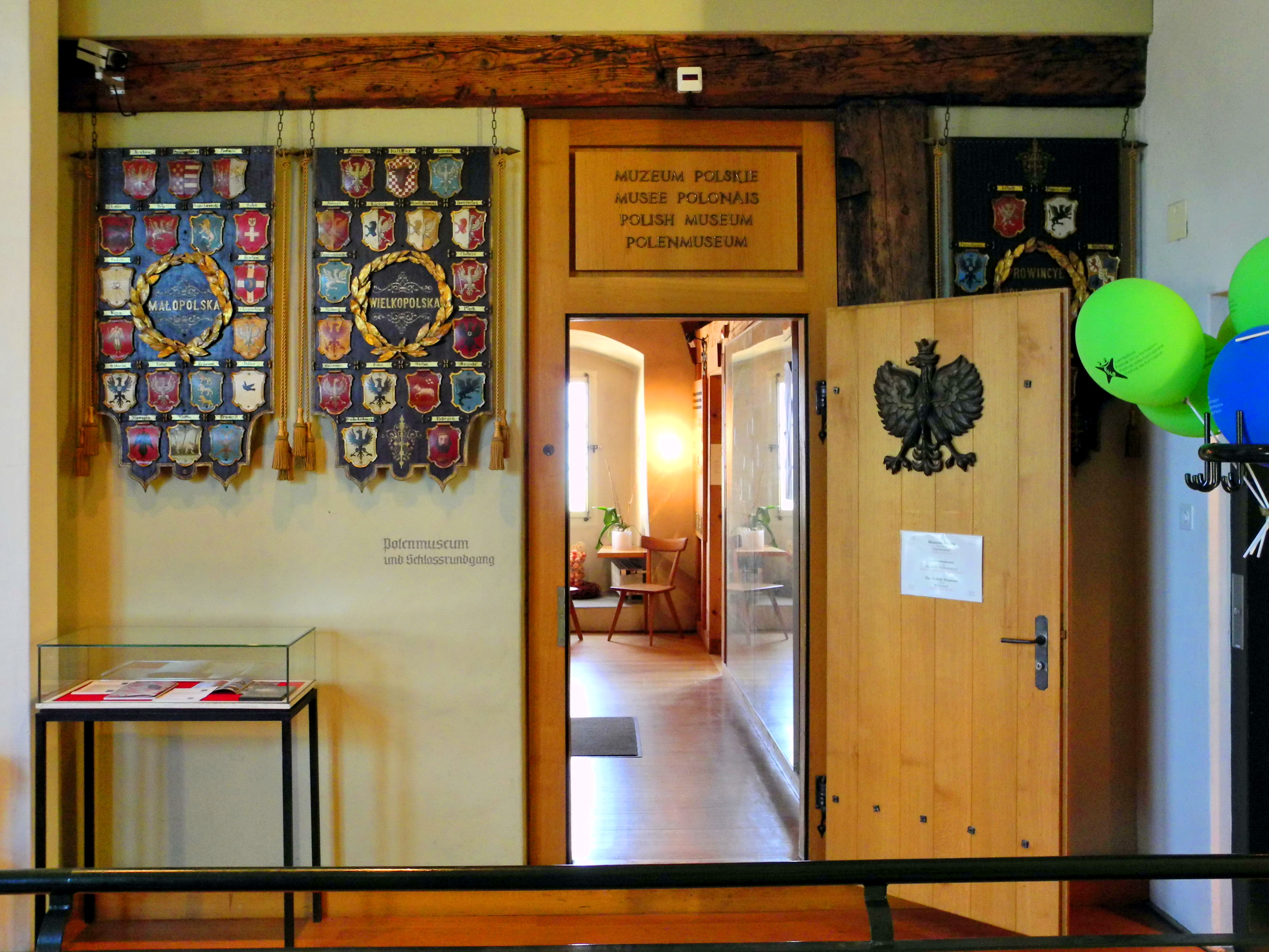
Eingang zum Polenmuseum, zweites Obergeschoss im Hauptgebäudes des Schlosses (2012)

Janusz Morkowski wurde zum Kustos des Polenmuseums ernannt. Das Museum wurde finanziell unterstützt von Julian Godlewski aus Lugano und von Schweizer Seite durch den Kantons- und Stadtrat Hans Rathgeb, der später zum Vorsitzenden des Vereins der Freunde des Polenmuseums gewählt wurde.
Das neu geschaffene Museum und die dort organisierten Anlässe wurden für die Polen in der Heimat und im Exil zum Inbegriff des freien und unabhängigen Polen. Während der folgenden 25 Jahre wurde das Museum von über 300.000 Gästen besucht.
Die anfänglich bescheidenen Sammlungen des Polenmuseums wuchsen dank der Gaben polnischer Emigranten und Polenfreunde in Anzahl und Qualität ständig.
Die gegenwärtige Ausstellung des Polenmuseums ist nach Themen gegliedert. In einer Besichtigungsfolge werden dargestellt:
Die Schweizer in Polen, die grossen Emigrationswellen der Polen in den Westen (nach Aufständen, Kriegsereignissen und Verfolgungen), die Polen in der Schweiz (Ingenieure, Wissenschaftler, Künstler und Soldaten), bekannte Persönlichkeiten (z. B.: Nikolaus Kopernikus, Frédéric Chopin, Madame Curie, Literaturnobelpreisträger), Kampf der Polen «um Freiheit und Glauben» (Entsatz von Wien 1683; Nationalaufstände 1830 und 1863; 2. Weltkrieg und Internierung der 2. Poln. Schützendivision in der Schweiz; Johannes Paul II., 1970 und Solidarność-Bewegung 1980).
Weitere Themen im Polenmuseum sind: polnische Malerei des 19. und 20. Jahrhunderts, Kunsthandwerk (unter anderen Sarmatenkunst des polnischen Adels im 18. Jh.), Zeugnisse jüdischer Kultur in Polen, sowie polnische Sakral- und Volkskunst. Im Rahmen der Exposition kann man u. a. die Bilder von Chełmoński, Brandt, Wyczółkowski und Boznańska, sowie Miniaturgemälde von Vinzent Lesseur um 1800 – Geschenk der Familie Grafen Tarnowski – sehen.
Gezeigt werden auch alte Buchdruckerkunst, Chroniken und Landkarten von Polen, die meisten aus dem Nachlass von Roman Umiastowski. Wertvoll sind auch die Uhren der Manufaktur Patek aus Genf oder die Tabakdosen mit Motiven polnischer Ulanen während der napoleonischen Kriege sowie eine Gemmenkollektion mit Portraits von Politikern und Militärs des 19. Jahrhunderts aus dem alten «Plater-Museum».
Besonderer Beliebtheit erfreut sich die Folklorestube mit Volkstrachten, Hinterglasbildern und Schnitzereien von Volkskünstlern, wie die fast 500 Skulpturen zählende Sammlung von über 80 Volkskünstlern. Der Wehrgang und der fünfgeschossige Wehrturm mit häufigen Wechselausstellungen bilden den Abschluss der Ausstellung.
Das Polenmuseum ist Zeugnis einer langjährigen polnischschweizerischen Freundschaft. Die polnischen Mieter waren ab 1870 massgeblich daran beteiligt, dass das Schloss Rapperswil vor dem Zerfall gerettet werden konnte. Während der Renovationsarbeiten von 1988 bis 1990 beteiligten sie sich an den Renovationskosten der Museumsräumlichkeiten.

### Schliessung 2022
Ab 2008 kam es zu Auseinandersetzungen über die Zukunft des Polenmuseums. Der Verleger Bruno Hug begann in diesem Jahr eine Kampagne gegen den Verbleib des Polenmuseums im Schloss Rapperswil. In der von ihm gegründeten Gratis-Wochenzeitung Obersee Nachrichten schrieb er als Chefredakteur dutzende Artikel, in denen er die Meinung vertrat, das Schloss solle von der Stadt Rapperswil und nicht von einem «ortsfremden Museum» genutzt werden. Hug plädierte für eine einträglichere und touristisch attraktivere Nutzung des Schlosses. Dass der Betreiberverein des Museums nur 24'000 Franken Miete pro Jahr zahle, sei ein Hohn. Gleichwohl wollte die Ortsgemeinde im Herbst 2012 den Nutzungsvertrag mit dem Polenmuseum um 25 Jahre verlängern. Die Obersee Nachrichten riefen prompt zu Unterschriften für eine Petition auf, die dagegen protestierte. Innerhalb von 20 Tagen wurden 2061 Unterschriften für die Petition gesammelt. Daraufhin wurde der bisherige Nutzungsvertrag mit dem Polenmuseum nicht verlängert. Dennoch blieb ein neues Nutzungskonzept in der Diskussion, das dem Polenmuseum den Verbleib im Schloss gesichert hätte. Die Obersee Nachrichten riefen wiederum ihre Leser zum Protest auf. 1174 Leser reagierten und plädierten mit überwältigender Mehrheit für den Auszug des Polenmuseums aus dem Schloss.
Der Stadtrat und der Ortsverwaltungsrat gaben dem Druck nach – sie gaben wieder ein neues Nutzungskonzept in Auftrag. Die neue «Vision» wurde im Oktober 2014 präsentiert. Sie sah vor, das Schloss umzubauen und ein neues Schlossmuseum einzurichten, das auch das Thema «Polen im Schloss» aufnehmen sollte. Das Polenmuseum sollte dabei geschlossen werden. Der polnische Botschafter in der Schweiz Jakub Kumoch setzte sich für das Museum im Schloss ein und erklärte im Juni 2018, es sei «ein kleines Rütli» für die Polen. Im Mai 2019 sagte Ueli Maurer als Schweizer Bundespräsident bei einem Staatsempfang in Polen: «Die Gemeinde Rapperswil hat die Bedeutung dieses Museums für Polen und die Schweiz noch nicht vollumfänglich erkannt.» Er wolle sich für einen Kompromiss zwischen Rapperswil und dem Staat Polen einsetzen. Laut dem Geschäftsleiter der Ortsgemeinde stand die Schließung des Polenmuseums damals bereits fest. Im August 2019 stellten der Stadtpräsident und die Ortsgemeinde das neue Konzept für das Schloss in einer aktualisierten Fassung vor.
Am 25. Oktober 2020 feierte der Betreiberverein im Beisein der polnischen Botschafterin und zahlreicher Vertreter der Politik den 150. Jahrestag der Gründung des Polenmuseums im Schloss Rapperswil. Die Feststimmung war getrübt, denn am selben Tag hatten die Stimmbürger von Rapperswil-Jona mit 72 Prozent Ja-Stimmen einen Kredit von 7,4 Millionen Franken für den Umbau und die «Neuinszenierung» des Schlosses bewilligt. Damit besiegelten sie das Ende des Polenmuseums an seinem bisherigen Ort. Das Polenmuseum konnte noch bis zum 1. Mai 2022 im Schloss besucht werden. An diesem Tag wurde der Abschied gefeiert, unter anderem mit einem Jazzkonzert am Nachmittag.

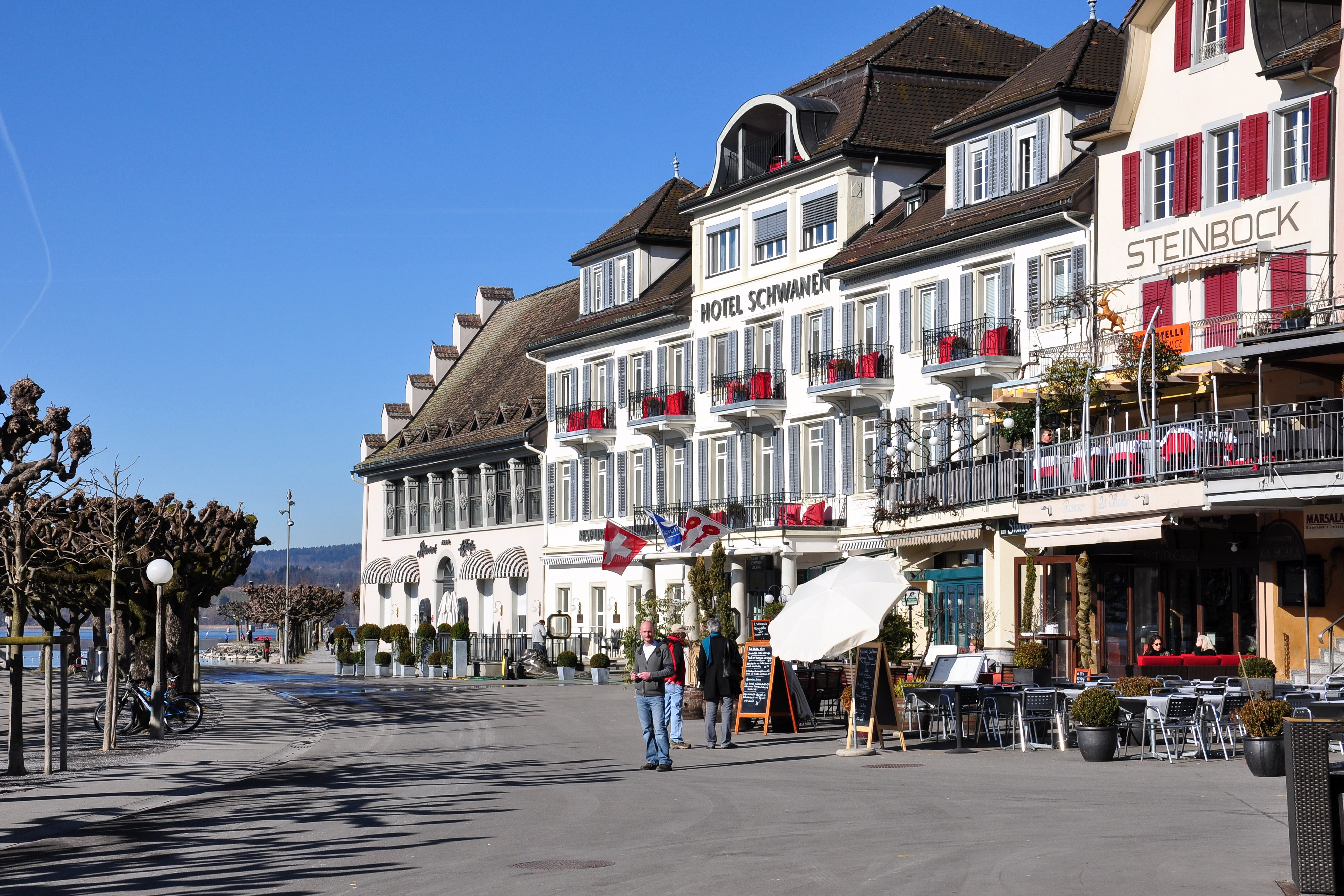
Das Hotel Schwanen (Bildmitte)

### Gescheiterte Neueröffnung im ehemaligen Hotel Schwanen
Ende Juni 2022 wurde bekannt, dass die Republik Polen das Gebäude des ehemaligen Hotels Schwanen erworben hatte. Dort sollte das Museum nach einem Umbau innerhalb von zwei Jahren untergebracht werden. Es war auch geplant, den seit 2016 eingestellten Hotelbetrieb und die Gastronomie in diesem Gebäude wieder aufzunehmen. Am 15. Juli 2024 wurde der Betreiberverein durch das zuständige polnische Ministerium informiert, dass die Absichtserklärung für die Unterbringung des Museums im Hotel Schwanen annulliert worden ist. Das weitere Schicksal des Museums ist damit offen.

## Bibliothek und Archiv
Im Gebäude «Burghof» am Rapperswiler Hauptplatz befindet sich seit 1987 die Bibliothek und das Archiv des Polenmuseums. Die Bibliothek ist auf Themen spezialisiert, die im Polenmuseum dargestellt werden. Daneben enthält sie Übersetzungen polnischer Literatur in westliche Sprachen, einige hundert polnische Altdrucke und eine bedeutende Sammlung alter Landkarten, die Polen zum Gegenstand haben.
Das Archiv beinhaltet Dokumente, die Polen in der Schweiz und schweizerisch-polnische Verbindungen betreffen; so z. B. die Internierung der 2. Polnischen Schützendivision in der Schweiz 1940–1945.
In Räumen der Bibliothek befindet sich die ständige Ausstellung der Sammlungen von Jadwiga und Jan Nowak-Jeziorański, des ehemaligen Direktors der polnischen Abteilung von Radio Free Europe in München sowie Dokumente, Büchersammlung und Bilder der Familie Romer aus Cytowiany in Litauen.

## Aktivitäten
Ergänzt werden die Aktivitäten des Polenmuseums durch zahlreiche temporäre Ausstellungen, durch Konzerte mit polnischer Musik und durch Vortragsveranstaltungen, die mit schweizerisch-polnischen Themen in Verbindung stehen. Das Museum spielt (informell) die Rolle einer vielseitigen Institution, die das Wissen über Polen und die polnische Kultur propagiert.
Das heutige Polenmuseum entstand und wird weiter geführt dank dem ehrenamtlichen Engagement vieler Mitarbeiter. Es beschäftigt keine festangestellten Mitarbeiter und arbeitet ohne Subventionen der öffentlichen Hand. Träger und Verwalter des Polenmuseum ist der 1954 von polnischen Emigranten und Schweizer Freunden gegründete «Verein der Freunde des Polenmuseums», der seit 1978 von der Polnischen Kulturstiftung Libertas Rapperswil unterstützt wird. Seit der Wende in Polen 1989 erhält der Verein bei der Ausstellungsgestaltung und den anderen zahlreichen kulturellen Aktivitäten professionellen Beistand namhafter polnischer Museen und Bibliotheken. Kustodin ist seit 2005 Anna Buchmann.